# Gustav Ferdinand Hertz

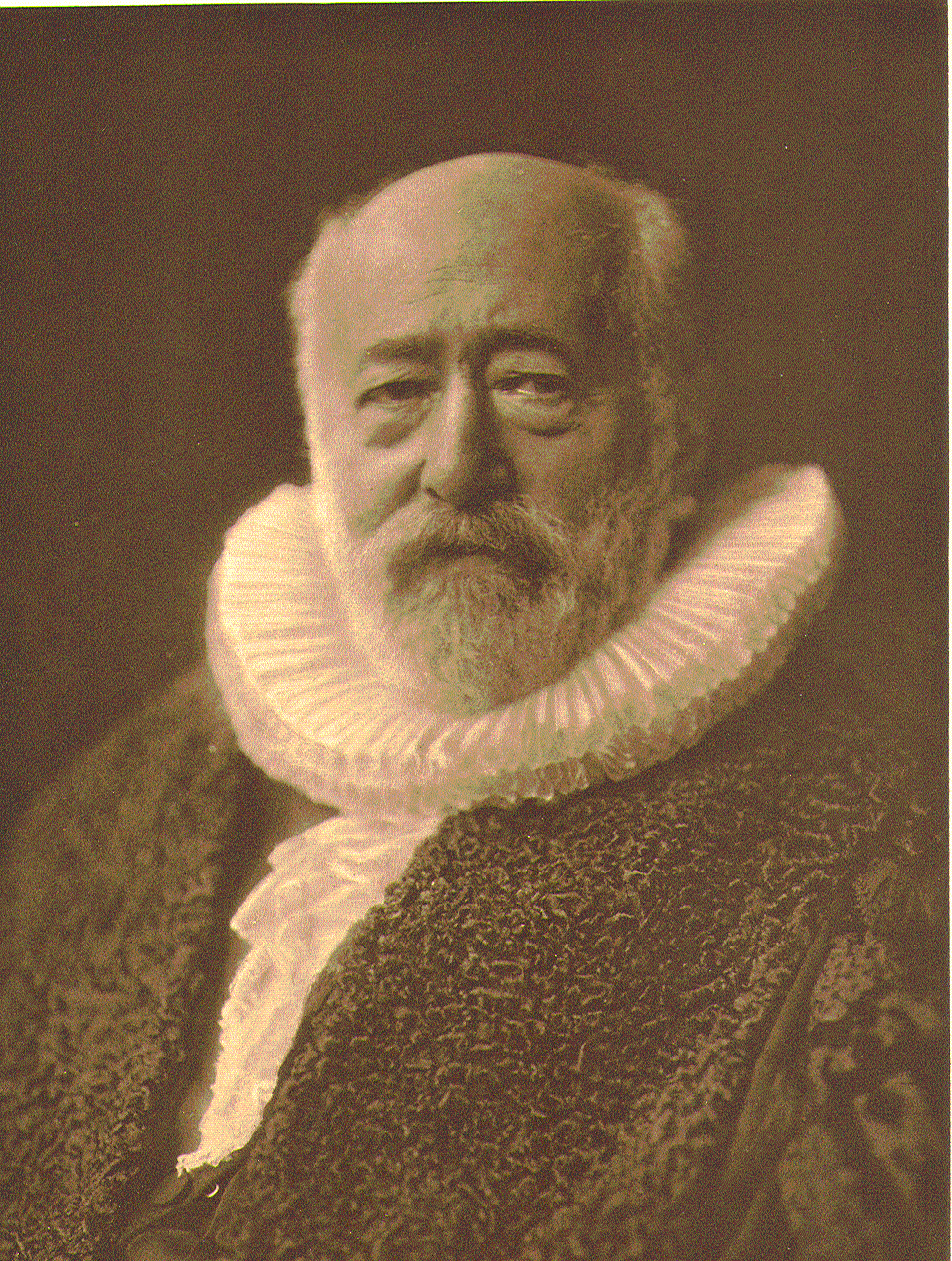
Gustav F. Hertz (1904)

Gustav Ferdinand Hertz (* 2. August 1827 als David Gustav Hertz in Hamburg; † 8. September 1914 ebenda) war ein deutscher Jurist und Hamburger Senator.

## Leben
Hertz studierte Rechtswissenschaften in Kiel, Bonn, Berlin und Göttingen. Während seines Studiums wurde er 1847 Mitglied der Burschenschaft Alemannia Bonn. Er wurde am 20. August 1849 in Hamburg als Advokat immatrikuliert. Dort verband er sich spätestens Mitte der 1850er Jahre mit Siegfried Albrecht zu Anwaltssozietät Dres. Albrecht & G. Hertz. Von 1857 bis 1861 war Hugo Roeloffs als Schreiber bei der Sozietät angestellt. 1876 wurde Hertz zum Obergerichtsrat am Hamburger Obergericht ernannt. Nach Umwandlung dieses Gerichtes zum Hanseatischen Oberlandesgerichts wirkte er dort weiter bis zu seiner Berufung in den Senat.
Von 1859 bis 1877 war Hertz Mitglied der Hamburgischen Bürgerschaft.  Hertz fungierte in den Jahren 1863 und 1864 als Hauptmann der 5. Kompagnie  des 5. Bataillons des Bürgermilitärs.
Vom 14. Dezember 1887 bis zum 28. November 1904 war Hertz Mitglied des Hamburger Senates und leitete dort die Justizverwaltung. Während seiner Tätigkeit als Leiter der Justizverwaltung war er hauptsächlich mit der Einführung des neuen Bürgerlichen Gesetzbuches zum 1. Januar 1900 und den dadurch bedingten Anpassungen der Hamburger Verwaltungen beschäftigt.

## Glaube und Familie
David Gustav Hertz entstammte einem jüdischen Elternhaus, dessen Vorfahren sich bis 1720 zurückverfolgen lassen. Er selbst war jedoch seit 1834 getaufter Protestant und nahm dabei den Namen Gustav Ferdinand Hertz an. Seine ebenfalls konvertierten Eltern waren Heinrich David Hertz und Bertha Hertz (geb. Betty Oppenheim), einer Tochter von Salomon Oppenheim junior, dem Gründer des Kölner Bankhauses Sal. Oppenheim. Aus derselben Oppenheim-Familie entstammen u. a. auch ihre Geschwister Abraham, Simon und Dagobert Oppenheim.
Einige von Gustav Ferdinand Hertz’ Nachkommen traten als Physiker in Erscheinung. Sein Sohn Heinrich Hertz war einer der bekanntesten deutschen Physiker und der Entdecker der elektromagnetischen Wellen. Sein Enkel Gustav Hertz erhielt für die 1912–1913 durchgeführten Elektronenstoßversuche 1925 den Nobelpreis für Physik. Auch dessen Sohn Carl Helmut Hertz war ein bedeutender Physiker auf dem Gebiet der Sonografie.

## Sonstiges
Im Bestand der Hamburger Kunsthalle befindet sich ein 1906 von Fritz von Uhde geschaffene Bild das Hertz und seine Frau abbildet. Von 1860 bis 1862 war sein Vater zeitgleich mit ihm Mitglied der Hamburgischen Bürgerschaft.